# Adrien Thélin
Adrien Thélin (* 11. Oktober 1842 in La Sarraz; † 4. Mai 1922 in Lausanne; heimatberechtigt in Bioley-Orjulaz) war ein Schweizer Politiker (FDP).
Thélin gehörte von 1870 bis 1899 dem Grossen Rat des Kantons Waadt an und präsidierte diesen 1882, 1886 und 1890. Im Jahr 1883 wurde er in den Nationalrat gewählt. Im Amtsjahr 1898/99 war er Nationalratspräsident und wechselte ein Jahr später, also 1900, in den Ständerat, dem er bis 1917 angehörte. Dort war er im Amtsjahr 1908/09 auch Ständeratspräsident. Zum 4. Mai 1899 wurde er zudem in den Staatsrat des Kantons Waadt gewählt und war somit in der Waadtländer Kantonsregierung.